# Melanagromyza sanctijohanni
Melanagromyza sanctijohanni este o specie de muște din genul Melanagromyza, familia Agromyzidae, descrisă de Garg în anul 1971. Conform Catalogue of Life specia Melanagromyza sanctijohanni nu are subspecii cunoscute.